# Faucigny (Alta Savoia)
Faucigny  (in italiano, Fossigni o Fossignì) è un comune francese di 510 abitanti situato nel dipartimento dell'Alta Savoia della regione dell'Alvernia-Rodano-Alpi.
Si trova lungo il corso del fiume Arve.

## Storia

### Simboli
Lo stemma comunale riprende il blasone dei signori di Faucigny. Il comune utilizza anche un emblema caricato di un castello per ricordare che fu sede della castellania nel XIII secolo.

## Società

### Evoluzione demografica
Abitanti censiti

## Amministrazione
- Camandona, dal 2011[2]